# Marianne Williamson
Marianne Deborah Williamson (Houston, 8 juli 1952) is een Amerikaans spiritueel leraar, auteur en spreker. Zij heeft dertien boeken gepubliceerd, waaronder vier bestsellers. Zij is de oprichter van het project Angel Food, een programma dat maaltijden bezorgt bij aan huis gebonden mensen met aids in Los Angeles, en medeoprichter van de Peace Alliance, een burgerbeweging voor het instellen van een United States Department of Peace (naast het United States Department of Defense). Zij is lid van de raad van bestuur van de organisatie Results, die zich inzet voor het beëindigen van de armoede. Williamson zit ook achter Sister Giant, een serie seminars en cursussen die vrouwen de informatie en gereedschappen verschaft die vereist zijn om zich kandidaat te stellen voor politieke functies.
Zij is te gast geweest in televisieprogramma's zoals The Oprah Winfrey Show, Larry King Live, Good Morning America, Charlie Rose en Real Time with Bill Maher. In december 2006 noemde een onderzoek van Newsweek magazine haar een van de vijftig invloedrijkste babyboomers. Volgens Time magazine zijn "yoga, de kabbala en Marianne Williamson geadopteerd door hen die een relatie met God zoeken die niet strikt gebonden is aan het christendom". Williamson baseert haar lessen en geschriften op A Course in Miracles, een zelfstudieprogramma van spirituele psychotherapie, gebaseerd op universele spirituele thema's.
In totaal heeft Williamson meer dan drie miljoen boeken verkocht, wat New York Times-verslaggever Mark Leibovich ertoe bracht haar te omschrijven als een "zelfhulpgoeroe".
Op 20 oktober 2013 kondigde zij aan dat zij zich kandidaat stelde voor het 33e congresdistrict van Californië. In de Californische voorverkiezingen voor de Democratische partij van juni 2014 werd zij vierde met 12,9 procent van de stemmen.
Op 28 januari 2019 kondigde zij aan dat ze zich kandidaat stelt voor de Amerikaanse presidentsverkiezingen 2020. Ze liet op 10 januari 2020 weten dat ze zich teruggetrokken heeft uit de voorverkiezingen.

## Persoonlijk leven
Williamson studeerde twee jaar theater en filosofie aan het Pomona College in Claremont (Californië). Zij vervolgde haar opleiding aan de Universiteit van New Mexico en de Universiteit van Texas.
In 1979 keerde zij terug naar Houston, waar zij een metafysische boekwinkel leidde. In 1987 was zij betrokken bij de oprichting van het Los Angeles Center for Living, een steunvoorziening voor mensen met een levensbedreigende ziekte. Twee jaar later begon zij het project Angel Food. In 1990 kreeg zij haar enige dochter, India. Zij heeft niet bekendgemaakt wie de vader is en koos ervoor India alleen op te voeden.